# Tepidimonas aquatica
Tepidimonas aquatica es una bacteria gramnegativa del género Tepidimonas. Fue descrita en el año 2003. Su etimología hace referencia a acuática. Es aerobia y móvil por flagelo polar. Tiene un tamaño de 0,5-1 μm de ancho por 1-2 μm de largo. Forma colonias no pigmentadas. Temperatura de crecimiento entre 35-62 °C, óptima de 50 °C. Catalasa y oxidasa positivas. Se ha aislado de un tanque de agua caliente en Portugal.